# Michele Morrone
Michele Morrone (Vizzolo Predabissi, 1990. október 3. –) olasz színész, énekes, modell.

## Életútja
Michele Morrone 1990. október 3-án született a lombardiai Vizzolo Predabissi-ben, nagy (katolikus) családban nőtt fel: négy gyermek közül ő a legfiatalabb,van 3 lány testvére,az építőiparban dolgozó apját mindössze 12 évesen vesztette el. Édesanyja,Angela varrónő és apja Natale,mindketten Bitontóból származtak,de gyermekeik kicsi korában Mellegnanóba költöztek,hogy jobb munkalehetőségeket találjanak.
Morrone úgy döntött, hogy színész lesz, miután 11 évesen megnézett egy Harry Potter-filmet.Középiskolájában kezdett szerepelni egy iskola utáni programban.Morrone megismételte a középiskola első évét, miután visszatartották a rossz viselkedés miatt.Ezután professzionális színészetet tanult Pavia város színházában, a Teatro Fraschini di Pavia-ban.
Eleinte kertészként, később modellként vállalt munkát. Színészi pályáját a páviai Teatro Fraschini kezdte, kisebb színházi szerepekben játszott, majd 2013-ban 2+2=5 című olasz filmben debütált. Nemzetközi hírnevet a 2020-ban bemutatott 365 nap hozta meg számára, a főhős (Massimo Torricelli) megformálásával; emellett több neves divatház (közöttük a Dolce Gabbana) modellje. Olaszországban énekesként is ismert.

## Családja
2014-ben vette feleségül Rouba Saadeh stylistot, akitől két fia Marcus (2014) és Brandon (2017) született, nem sokkal második gyermekük érkezését követően (2018-ban) elváltak.

## Filmográfia

### Film
| Év   | Magyar cím             | Eredeti cím                 | Szerep                                      | Magyar hang |
| ---- | ---------------------- | --------------------------- | ------------------------------------------- | ----------- |
| 2017 |                        | Who's the Beast (rövidfilm) | Peter                                       |             |
| 2018 |                        | L'ultimo giorno del toro    | Valerio                                     |             |
| 2019 |                        | Bar Giuseppe                | Luigi                                       |             |
| 2020 | 365 nap                | 365 Days                    | Don Massimo Torricelli                      | Varga Gábor |
| 2022 | 365 nap: Ma            | 365 Days: This Day          | Don Massimo Torricelli / Adriano Torricelli | Varga Gábor |
| 2022 | 365 nap: Egy újabb nap | The Next 365 Days           | Don Massimo Torricelli                      | Varga Gábor |
| 2022 |                        | Duetto                      | Marcello Bianchini                          |             |
| 2024 |                        | Subservience                | Nick                                        |             |
| 2025 | Még egy kis szívesség  | Another Simple Favor        | Dante Versano                               | Zöld Csaba  |
| 2025 |                        | The Housemaid               | Enzo                                        |             |

### Televízió
| Év   | Magyar cím                 | Eredeti cím          | Szerep            | Magyar hang        |
| ---- | -------------------------- | -------------------- | ----------------- | ------------------ |
| 2015 | Próbálja újra, professzor! | Provaci ancora prof! | Bruno Sacchi      | 1 epizód           |
| 2017 |                            | Sirene               | Ares aka Gegè     | televíziós sorozat |
| 2018 |                            | Renata Fonte         | Marcello My       | tévéfilm           |
| 2019 | A Mediciek hatalma         | Medici               | hajókapitány      | 2 epizód           |
| 2019 |                            | Il processo          | Claudio Cavalleri | 8 epizód           |

## Albumok
- Dark Room (2020)

## Videók
- https://www.youtube.com/watch?v=WnIL4o6_D8M
- https://www.youtube.com/watch?v=bhK89udrhqw
- https://www.youtube.com/watch?v=YQYyNtyh45E